# Koralliomyia portentosa
Koralliomyia portentosa là một loài ruồi trong họ Tachinidae.